# Aphos porosus
Aphos porosus är en fiskart som först beskrevs av Valenciennes, 1837.  Aphos porosus ingår i släktet Aphos och familjen paddfiskar. IUCN kategoriserar arten globalt som livskraftig. Inga underarter finns listade i Catalogue of Life.